# Aeroportul Geraldton (Greenstone Regional)
Aeroportul Geraldton (Greenstone Regional) (IATA: YGQ, ICAO: CYGQ) este un aeroport din Ontario, Canada. Aeroportul a fost tranzitat în 2019 de 0 pasageri.
Situat la o altitudine de 348 m, aeroportul dispune de o singură pistă.